# La ira (álbum de Hamlet)
La ira es el nombre del undécimo disco de estudio del grupo madrileño Hamlet, editado en 2015 por Maldito Records. La Ira, fue galardonado como mejor disco de metal en el certamen de los Premios de la Música Independiente de 2015.

## Lista de temas
- Todos los temas escritos por Molly y Tárraga, excepto "Ser o no Ser", por Molly, Tárraga, Tenorio y Marín.

| N.º | Título                        | Duración |  |
| 1.  | «Lamento»                     |          |  |
| 2.  | «Imperfección»                |          |  |
| 3.  | «Mi religión»                 |          |  |
| 4.  | «Ser o no ser»                |          |  |
| 5.  | «Salvación»                   |          |  |
| 6.  | «Nadie más»                   |          |  |
| 7.  | «Ciudad de dios»              |          |  |
| 8.  | «Sin tiempo que perder»       |          |  |
| 9.  | «Miseria»                     |          |  |
| 10. | «Irreductibles»               |          |  |
| 11. | «Niega»                       |          |  |
| 12. | «Testificar (bonustrack 1)»   |          |  |
| 13. | «Me olvidaste (bonustrack 2)» |          |  |

## Intérpretes
- J. Molly – Voz
- Álvaro Tenorio – Bajo
- Luís Tárraga – Guitarras
- Paco Sánchez – Batería
- Alberto Marín – Guitarras